# Neodiapsida
Neodiapsida é um clado, ou ramo principal, da árvore genealógica reptiliana, normalmente definido como incluindo todos os diapsídeos, exceto alguns tipos primitivos conhecidos como araeoscelidianos. Os répteis e pássaros modernos pertencem ao subclado neodiapsídeo Sauria.
O neodiapsídeo mais antigo conhecido é geralmente considerado o Orovenator do início do Permiano da América do Norte, com cerca de 290 milhões de anos.
Os neodiaspídeos basais não-sáurios eram ancestralmente semelhantes a lagartos, mas os neodiapsídeos basais não-sáurios também incluem formas nadadoras especializadas (Hovasaurus), os Weigeltisauridae, semelhantes a lagartos, bem como os drepanossauros semelhantes a camaleões do Triássico. A posição dos grupos de répteis marinhos] mesozóicos altamente derivados Thalattosauria, Ichthyosauromorpha e Sauropterygia dentro de Neodiapsida é incerta, e eles podem estar dentro de Sauria.

## Classificação
O clado Neodiapsida recebeu uma definição filogenética por Laurin em 1991. Ele o definiu como o clado baseado em ramos contendo todos os animais mais intimamente relacionados aos "Younginiformes" (mais tarde, mais especificamente, alterados para Youngina capensis) do que ao Petrolacosaurus. O cladograma aqui apresentado ilustra a “árvore genealógica” dos répteis e segue uma versão simplificada das relações encontradas por M.S. Lee, em 2013. Todos os estudos genéticos apoiaram a hipótese de que as tartarugas são répteis diápsidos; alguns colocaram tartarugas dentro dos arcossauromorfos, ou, mais comumente, como um grupo irmão dos arcossauros existentes, embora alguns tenham recuperado tartarugas como lepidosauromorfos. O cladograma de Lee (2013) abaixo usou uma combinação de dados genéticos (moleculares) e fósseis (morfológicos) para obter seus resultados.
|              | †Kuehneosauridae |
|              | |
| Lepidosauria | \| \| Rhynchocephalia (tuataras e seus relativos extintos) \| \| \| \| \| \| Squamata (lagartos e cobras) \| \| \| \| |
|              | \| \| Rhynchocephalia (tuataras e seus relativos extintos) \| \| \| \| \| \| Squamata (lagartos e cobras) \| \| \| \| |
|              | Rhynchocephalia (tuataras e seus relativos extintos)                                                                  |
|              | |
|              | Squamata (lagartos e cobras)                                                                                          |
|              | |

|  | Rhynchocephalia (tuataras e seus relativos extintos) |
|  |                                                      |
|  | Squamata (lagartos e cobras)                         |
|  |                                                      |

|  | \| \| †Trilophosaurus \| \| \| \| \| \| †Rhynchosauria \| \| \| \| |
|  |                                                                    |
|  | Archosauriformes (crocodilos, aves, e seus relativos extintos)     |
|  |                                                                    |
|  | †Trilophosaurus                                                    |
|  |                                                                    |
|  | †Rhynchosauria                                                     |
|  |                                                                    |

|  | †Trilophosaurus |
|  |                 |
|  | †Rhynchosauria  |
|  |                 |

|  | \| \| †Trilophosaurus \| \| \| \| \| \| †Rhynchosauria \| \| \| \| |
|  |                                                                    |
|  | Archosauriformes (crocodilos, aves, e seus relativos extintos)     |
|  |                                                                    |
|  | †Trilophosaurus                                                    |
|  |                                                                    |
|  | †Rhynchosauria                                                     |
|  |                                                                    |

|  | †Trilophosaurus |
|  |                 |
|  | †Rhynchosauria  |
|  |                 |

|  | \| \| †Trilophosaurus \| \| \| \| \| \| †Rhynchosauria \| \| \| \| |
|  |                                                                    |
|  | Archosauriformes (crocodilos, aves, e seus relativos extintos)     |
|  |                                                                    |
|  | †Trilophosaurus                                                    |
|  |                                                                    |
|  | †Rhynchosauria                                                     |
|  |                                                                    |

|  | †Trilophosaurus |
|  |                 |
|  | †Rhynchosauria  |
|  |                 |

|  | \| \| †Trilophosaurus \| \| \| \| \| \| †Rhynchosauria \| \| \| \| |
|  |                                                                    |
|  | Archosauriformes (crocodilos, aves, e seus relativos extintos)     |
|  |                                                                    |
|  | †Trilophosaurus                                                    |
|  |                                                                    |
|  | †Rhynchosauria                                                     |
|  |                                                                    |

|  | †Trilophosaurus |
|  |                 |
|  | †Rhynchosauria  |
|  |                 |

|  | \| \| †Trilophosaurus \| \| \| \| \| \| †Rhynchosauria \| \| \| \| |
|  |                                                                    |
|  | Archosauriformes (crocodilos, aves, e seus relativos extintos)     |
|  |                                                                    |
|  | †Trilophosaurus                                                    |
|  |                                                                    |
|  | †Rhynchosauria                                                     |
|  |                                                                    |

|  | †Trilophosaurus |
|  |                 |
|  | †Rhynchosauria  |
|  |                 |

|  | \| \| †Trilophosaurus \| \| \| \| \| \| †Rhynchosauria \| \| \| \| |
|  |                                                                    |
|  | Archosauriformes (crocodilos, aves, e seus relativos extintos)     |
|  |                                                                    |
|  | †Trilophosaurus                                                    |
|  |                                                                    |
|  | †Rhynchosauria                                                     |
|  |                                                                    |

|  | †Trilophosaurus |
|  |                 |
|  | †Rhynchosauria  |
|  |                 |

|  | \| \| †Trilophosaurus \| \| \| \| \| \| †Rhynchosauria \| \| \| \| |
|  |                                                                    |
|  | Archosauriformes (crocodilos, aves, e seus relativos extintos)     |
|  |                                                                    |
|  | †Trilophosaurus                                                    |
|  |                                                                    |
|  | †Rhynchosauria                                                     |
|  |                                                                    |

|  | †Trilophosaurus |
|  |                 |
|  | †Rhynchosauria  |
|  |                 |

|  | \| \| †Trilophosaurus \| \| \| \| \| \| †Rhynchosauria \| \| \| \| |
|  |                                                                    |
|  | Archosauriformes (crocodilos, aves, e seus relativos extintos)     |
|  |                                                                    |
|  | †Trilophosaurus                                                    |
|  |                                                                    |
|  | †Rhynchosauria                                                     |
|  |                                                                    |

|  | †Trilophosaurus |
|  |                 |
|  | †Rhynchosauria  |
|  |                 |

|              | †Kuehneosauridae |
|              | |
| Lepidosauria | \| \| Rhynchocephalia (tuataras e seus relativos extintos) \| \| \| \| \| \| Squamata (lagartos e cobras) \| \| \| \| |
|              | \| \| Rhynchocephalia (tuataras e seus relativos extintos) \| \| \| \| \| \| Squamata (lagartos e cobras) \| \| \| \| |
|              | Rhynchocephalia (tuataras e seus relativos extintos)                                                                  |
|              | |
|              | Squamata (lagartos e cobras)                                                                                          |
|              | |

|  | Rhynchocephalia (tuataras e seus relativos extintos) |
|  |                                                      |
|  | Squamata (lagartos e cobras)                         |
|  |                                                      |

|  | \| \| †Trilophosaurus \| \| \| \| \| \| †Rhynchosauria \| \| \| \| |
|  |                                                                    |
|  | Archosauriformes (crocodilos, aves, e seus relativos extintos)     |
|  |                                                                    |
|  | †Trilophosaurus                                                    |
|  |                                                                    |
|  | †Rhynchosauria                                                     |
|  |                                                                    |

|  | †Trilophosaurus |
|  |                 |
|  | †Rhynchosauria  |
|  |                 |

|  | \| \| †Trilophosaurus \| \| \| \| \| \| †Rhynchosauria \| \| \| \| |
|  |                                                                    |
|  | Archosauriformes (crocodilos, aves, e seus relativos extintos)     |
|  |                                                                    |
|  | †Trilophosaurus                                                    |
|  |                                                                    |
|  | †Rhynchosauria                                                     |
|  |                                                                    |

|  | †Trilophosaurus |
|  |                 |
|  | †Rhynchosauria  |
|  |                 |

|  | \| \| †Trilophosaurus \| \| \| \| \| \| †Rhynchosauria \| \| \| \| |
|  |                                                                    |
|  | Archosauriformes (crocodilos, aves, e seus relativos extintos)     |
|  |                                                                    |
|  | †Trilophosaurus                                                    |
|  |                                                                    |
|  | †Rhynchosauria                                                     |
|  |                                                                    |

|  | †Trilophosaurus |
|  |                 |
|  | †Rhynchosauria  |
|  |                 |

|  | \| \| †Trilophosaurus \| \| \| \| \| \| †Rhynchosauria \| \| \| \| |
|  |                                                                    |
|  | Archosauriformes (crocodilos, aves, e seus relativos extintos)     |
|  |                                                                    |
|  | †Trilophosaurus                                                    |
|  |                                                                    |
|  | †Rhynchosauria                                                     |
|  |                                                                    |

|  | †Trilophosaurus |
|  |                 |
|  | †Rhynchosauria  |
|  |                 |

|  | \| \| †Trilophosaurus \| \| \| \| \| \| †Rhynchosauria \| \| \| \| |
|  |                                                                    |
|  | Archosauriformes (crocodilos, aves, e seus relativos extintos)     |
|  |                                                                    |
|  | †Trilophosaurus                                                    |
|  |                                                                    |
|  | †Rhynchosauria                                                     |
|  |                                                                    |

|  | †Trilophosaurus |
|  |                 |
|  | †Rhynchosauria  |
|  |                 |

|  | \| \| †Trilophosaurus \| \| \| \| \| \| †Rhynchosauria \| \| \| \| |
|  |                                                                    |
|  | Archosauriformes (crocodilos, aves, e seus relativos extintos)     |
|  |                                                                    |
|  | †Trilophosaurus                                                    |
|  |                                                                    |
|  | †Rhynchosauria                                                     |
|  |                                                                    |

|  | †Trilophosaurus |
|  |                 |
|  | †Rhynchosauria  |
|  |                 |

|  | \| \| †Trilophosaurus \| \| \| \| \| \| †Rhynchosauria \| \| \| \| |
|  |                                                                    |
|  | Archosauriformes (crocodilos, aves, e seus relativos extintos)     |
|  |                                                                    |
|  | †Trilophosaurus                                                    |
|  |                                                                    |
|  | †Rhynchosauria                                                     |
|  |                                                                    |

|  | †Trilophosaurus |
|  |                 |
|  | †Rhynchosauria  |
|  |                 |

|  | \| \| †Trilophosaurus \| \| \| \| \| \| †Rhynchosauria \| \| \| \| |
|  |                                                                    |
|  | Archosauriformes (crocodilos, aves, e seus relativos extintos)     |
|  |                                                                    |
|  | †Trilophosaurus                                                    |
|  |                                                                    |
|  | †Rhynchosauria                                                     |
|  |                                                                    |

|  | †Trilophosaurus |
|  |                 |
|  | †Rhynchosauria  |
|  |                 |

|              | †Kuehneosauridae |
|              | |
| Lepidosauria | \| \| Rhynchocephalia (tuataras e seus relativos extintos) \| \| \| \| \| \| Squamata (lagartos e cobras) \| \| \| \| |
|              | \| \| Rhynchocephalia (tuataras e seus relativos extintos) \| \| \| \| \| \| Squamata (lagartos e cobras) \| \| \| \| |
|              | Rhynchocephalia (tuataras e seus relativos extintos)                                                                  |
|              | |
|              | Squamata (lagartos e cobras)                                                                                          |
|              | |

|  | Rhynchocephalia (tuataras e seus relativos extintos) |
|  |                                                      |
|  | Squamata (lagartos e cobras)                         |
|  |                                                      |

|  | \| \| †Trilophosaurus \| \| \| \| \| \| †Rhynchosauria \| \| \| \| |
|  |                                                                    |
|  | Archosauriformes (crocodilos, aves, e seus relativos extintos)     |
|  |                                                                    |
|  | †Trilophosaurus                                                    |
|  |                                                                    |
|  | †Rhynchosauria                                                     |
|  |                                                                    |

|  | †Trilophosaurus |
|  |                 |
|  | †Rhynchosauria  |
|  |                 |

|  | \| \| †Trilophosaurus \| \| \| \| \| \| †Rhynchosauria \| \| \| \| |
|  |                                                                    |
|  | Archosauriformes (crocodilos, aves, e seus relativos extintos)     |
|  |                                                                    |
|  | †Trilophosaurus                                                    |
|  |                                                                    |
|  | †Rhynchosauria                                                     |
|  |                                                                    |

|  | †Trilophosaurus |
|  |                 |
|  | †Rhynchosauria  |
|  |                 |

|  | \| \| †Trilophosaurus \| \| \| \| \| \| †Rhynchosauria \| \| \| \| |
|  |                                                                    |
|  | Archosauriformes (crocodilos, aves, e seus relativos extintos)     |
|  |                                                                    |
|  | †Trilophosaurus                                                    |
|  |                                                                    |
|  | †Rhynchosauria                                                     |
|  |                                                                    |

|  | †Trilophosaurus |
|  |                 |
|  | †Rhynchosauria  |
|  |                 |

|  | \| \| †Trilophosaurus \| \| \| \| \| \| †Rhynchosauria \| \| \| \| |
|  |                                                                    |
|  | Archosauriformes (crocodilos, aves, e seus relativos extintos)     |
|  |                                                                    |
|  | †Trilophosaurus                                                    |
|  |                                                                    |
|  | †Rhynchosauria                                                     |
|  |                                                                    |

|  | †Trilophosaurus |
|  |                 |
|  | †Rhynchosauria  |
|  |                 |

|  | \| \| †Trilophosaurus \| \| \| \| \| \| †Rhynchosauria \| \| \| \| |
|  |                                                                    |
|  | Archosauriformes (crocodilos, aves, e seus relativos extintos)     |
|  |                                                                    |
|  | †Trilophosaurus                                                    |
|  |                                                                    |
|  | †Rhynchosauria                                                     |
|  |                                                                    |

|  | †Trilophosaurus |
|  |                 |
|  | †Rhynchosauria  |
|  |                 |

|  | \| \| †Trilophosaurus \| \| \| \| \| \| †Rhynchosauria \| \| \| \| |
|  |                                                                    |
|  | Archosauriformes (crocodilos, aves, e seus relativos extintos)     |
|  |                                                                    |
|  | †Trilophosaurus                                                    |
|  |                                                                    |
|  | †Rhynchosauria                                                     |
|  |                                                                    |

|  | †Trilophosaurus |
|  |                 |
|  | †Rhynchosauria  |
|  |                 |

|  | \| \| †Trilophosaurus \| \| \| \| \| \| †Rhynchosauria \| \| \| \| |
|  |                                                                    |
|  | Archosauriformes (crocodilos, aves, e seus relativos extintos)     |
|  |                                                                    |
|  | †Trilophosaurus                                                    |
|  |                                                                    |
|  | †Rhynchosauria                                                     |
|  |                                                                    |

|  | †Trilophosaurus |
|  |                 |
|  | †Rhynchosauria  |
|  |                 |

|  | \| \| †Trilophosaurus \| \| \| \| \| \| †Rhynchosauria \| \| \| \| |
|  |                                                                    |
|  | Archosauriformes (crocodilos, aves, e seus relativos extintos)     |
|  |                                                                    |
|  | †Trilophosaurus                                                    |
|  |                                                                    |
|  | †Rhynchosauria                                                     |
|  |                                                                    |

|  | †Trilophosaurus |
|  |                 |
|  | †Rhynchosauria  |
|  |                 |

|              | †Kuehneosauridae |
|              | |
| Lepidosauria | \| \| Rhynchocephalia (tuataras e seus relativos extintos) \| \| \| \| \| \| Squamata (lagartos e cobras) \| \| \| \| |
|              | \| \| Rhynchocephalia (tuataras e seus relativos extintos) \| \| \| \| \| \| Squamata (lagartos e cobras) \| \| \| \| |
|              | Rhynchocephalia (tuataras e seus relativos extintos)                                                                  |
|              | |
|              | Squamata (lagartos e cobras)                                                                                          |
|              | |

|  | Rhynchocephalia (tuataras e seus relativos extintos) |
|  |                                                      |
|  | Squamata (lagartos e cobras)                         |
|  |                                                      |

|  | \| \| †Trilophosaurus \| \| \| \| \| \| †Rhynchosauria \| \| \| \| |
|  |                                                                    |
|  | Archosauriformes (crocodilos, aves, e seus relativos extintos)     |
|  |                                                                    |
|  | †Trilophosaurus                                                    |
|  |                                                                    |
|  | †Rhynchosauria                                                     |
|  |                                                                    |

|  | †Trilophosaurus |
|  |                 |
|  | †Rhynchosauria  |
|  |                 |

|  | \| \| †Trilophosaurus \| \| \| \| \| \| †Rhynchosauria \| \| \| \| |
|  |                                                                    |
|  | Archosauriformes (crocodilos, aves, e seus relativos extintos)     |
|  |                                                                    |
|  | †Trilophosaurus                                                    |
|  |                                                                    |
|  | †Rhynchosauria                                                     |
|  |                                                                    |

|  | †Trilophosaurus |
|  |                 |
|  | †Rhynchosauria  |
|  |                 |

|  | \| \| †Trilophosaurus \| \| \| \| \| \| †Rhynchosauria \| \| \| \| |
|  |                                                                    |
|  | Archosauriformes (crocodilos, aves, e seus relativos extintos)     |
|  |                                                                    |
|  | †Trilophosaurus                                                    |
|  |                                                                    |
|  | †Rhynchosauria                                                     |
|  |                                                                    |

|  | †Trilophosaurus |
|  |                 |
|  | †Rhynchosauria  |
|  |                 |

|  | \| \| †Trilophosaurus \| \| \| \| \| \| †Rhynchosauria \| \| \| \| |
|  |                                                                    |
|  | Archosauriformes (crocodilos, aves, e seus relativos extintos)     |
|  |                                                                    |
|  | †Trilophosaurus                                                    |
|  |                                                                    |
|  | †Rhynchosauria                                                     |
|  |                                                                    |

|  | †Trilophosaurus |
|  |                 |
|  | †Rhynchosauria  |
|  |                 |

|  | \| \| †Trilophosaurus \| \| \| \| \| \| †Rhynchosauria \| \| \| \| |
|  |                                                                    |
|  | Archosauriformes (crocodilos, aves, e seus relativos extintos)     |
|  |                                                                    |
|  | †Trilophosaurus                                                    |
|  |                                                                    |
|  | †Rhynchosauria                                                     |
|  |                                                                    |

|  | †Trilophosaurus |
|  |                 |
|  | †Rhynchosauria  |
|  |                 |

|  | \| \| †Trilophosaurus \| \| \| \| \| \| †Rhynchosauria \| \| \| \| |
|  |                                                                    |
|  | Archosauriformes (crocodilos, aves, e seus relativos extintos)     |
|  |                                                                    |
|  | †Trilophosaurus                                                    |
|  |                                                                    |
|  | †Rhynchosauria                                                     |
|  |                                                                    |

|  | †Trilophosaurus |
|  |                 |
|  | †Rhynchosauria  |
|  |                 |

|  | \| \| †Trilophosaurus \| \| \| \| \| \| †Rhynchosauria \| \| \| \| |
|  |                                                                    |
|  | Archosauriformes (crocodilos, aves, e seus relativos extintos)     |
|  |                                                                    |
|  | †Trilophosaurus                                                    |
|  |                                                                    |
|  | †Rhynchosauria                                                     |
|  |                                                                    |

|  | †Trilophosaurus |
|  |                 |
|  | †Rhynchosauria  |
|  |                 |

|  | \| \| †Trilophosaurus \| \| \| \| \| \| †Rhynchosauria \| \| \| \| |
|  |                                                                    |
|  | Archosauriformes (crocodilos, aves, e seus relativos extintos)     |
|  |                                                                    |
|  | †Trilophosaurus                                                    |
|  |                                                                    |
|  | †Rhynchosauria                                                     |
|  |                                                                    |

|  | †Trilophosaurus |
|  |                 |
|  | †Rhynchosauria  |
|  |                 |

|              | †Kuehneosauridae |
|              | |
| Lepidosauria | \| \| Rhynchocephalia (tuataras e seus relativos extintos) \| \| \| \| \| \| Squamata (lagartos e cobras) \| \| \| \| |
|              | \| \| Rhynchocephalia (tuataras e seus relativos extintos) \| \| \| \| \| \| Squamata (lagartos e cobras) \| \| \| \| |
|              | Rhynchocephalia (tuataras e seus relativos extintos)                                                                  |
|              | |
|              | Squamata (lagartos e cobras)                                                                                          |
|              | |

|  | Rhynchocephalia (tuataras e seus relativos extintos) |
|  |                                                      |
|  | Squamata (lagartos e cobras)                         |
|  |                                                      |

|  | \| \| †Trilophosaurus \| \| \| \| \| \| †Rhynchosauria \| \| \| \| |
|  |                                                                    |
|  | Archosauriformes (crocodilos, aves, e seus relativos extintos)     |
|  |                                                                    |
|  | †Trilophosaurus                                                    |
|  |                                                                    |
|  | †Rhynchosauria                                                     |
|  |                                                                    |

|  | †Trilophosaurus |
|  |                 |
|  | †Rhynchosauria  |
|  |                 |

|  | \| \| †Trilophosaurus \| \| \| \| \| \| †Rhynchosauria \| \| \| \| |
|  |                                                                    |
|  | Archosauriformes (crocodilos, aves, e seus relativos extintos)     |
|  |                                                                    |
|  | †Trilophosaurus                                                    |
|  |                                                                    |
|  | †Rhynchosauria                                                     |
|  |                                                                    |

|  | †Trilophosaurus |
|  |                 |
|  | †Rhynchosauria  |
|  |                 |

|  | \| \| †Trilophosaurus \| \| \| \| \| \| †Rhynchosauria \| \| \| \| |
|  |                                                                    |
|  | Archosauriformes (crocodilos, aves, e seus relativos extintos)     |
|  |                                                                    |
|  | †Trilophosaurus                                                    |
|  |                                                                    |
|  | †Rhynchosauria                                                     |
|  |                                                                    |

|  | †Trilophosaurus |
|  |                 |
|  | †Rhynchosauria  |
|  |                 |

|  | \| \| †Trilophosaurus \| \| \| \| \| \| †Rhynchosauria \| \| \| \| |
|  |                                                                    |
|  | Archosauriformes (crocodilos, aves, e seus relativos extintos)     |
|  |                                                                    |
|  | †Trilophosaurus                                                    |
|  |                                                                    |
|  | †Rhynchosauria                                                     |
|  |                                                                    |

|  | †Trilophosaurus |
|  |                 |
|  | †Rhynchosauria  |
|  |                 |

|  | \| \| †Trilophosaurus \| \| \| \| \| \| †Rhynchosauria \| \| \| \| |
|  |                                                                    |
|  | Archosauriformes (crocodilos, aves, e seus relativos extintos)     |
|  |                                                                    |
|  | †Trilophosaurus                                                    |
|  |                                                                    |
|  | †Rhynchosauria                                                     |
|  |                                                                    |

|  | †Trilophosaurus |
|  |                 |
|  | †Rhynchosauria  |
|  |                 |

|  | \| \| †Trilophosaurus \| \| \| \| \| \| †Rhynchosauria \| \| \| \| |
|  |                                                                    |
|  | Archosauriformes (crocodilos, aves, e seus relativos extintos)     |
|  |                                                                    |
|  | †Trilophosaurus                                                    |
|  |                                                                    |
|  | †Rhynchosauria                                                     |
|  |                                                                    |

|  | †Trilophosaurus |
|  |                 |
|  | †Rhynchosauria  |
|  |                 |

|  | \| \| †Trilophosaurus \| \| \| \| \| \| †Rhynchosauria \| \| \| \| |
|  |                                                                    |
|  | Archosauriformes (crocodilos, aves, e seus relativos extintos)     |
|  |                                                                    |
|  | †Trilophosaurus                                                    |
|  |                                                                    |
|  | †Rhynchosauria                                                     |
|  |                                                                    |

|  | †Trilophosaurus |
|  |                 |
|  | †Rhynchosauria  |
|  |                 |

|  | \| \| †Trilophosaurus \| \| \| \| \| \| †Rhynchosauria \| \| \| \| |
|  |                                                                    |
|  | Archosauriformes (crocodilos, aves, e seus relativos extintos)     |
|  |                                                                    |
|  | †Trilophosaurus                                                    |
|  |                                                                    |
|  | †Rhynchosauria                                                     |
|  |                                                                    |

|  | †Trilophosaurus |
|  |                 |
|  | †Rhynchosauria  |
|  |                 |

|              | †Kuehneosauridae |
|              | |
| Lepidosauria | \| \| Rhynchocephalia (tuataras e seus relativos extintos) \| \| \| \| \| \| Squamata (lagartos e cobras) \| \| \| \| |
|              | \| \| Rhynchocephalia (tuataras e seus relativos extintos) \| \| \| \| \| \| Squamata (lagartos e cobras) \| \| \| \| |
|              | Rhynchocephalia (tuataras e seus relativos extintos)                                                                  |
|              | |
|              | Squamata (lagartos e cobras)                                                                                          |
|              | |

|  | Rhynchocephalia (tuataras e seus relativos extintos) |
|  |                                                      |
|  | Squamata (lagartos e cobras)                         |
|  |                                                      |

|  | \| \| †Trilophosaurus \| \| \| \| \| \| †Rhynchosauria \| \| \| \| |
|  |                                                                    |
|  | Archosauriformes (crocodilos, aves, e seus relativos extintos)     |
|  |                                                                    |
|  | †Trilophosaurus                                                    |
|  |                                                                    |
|  | †Rhynchosauria                                                     |
|  |                                                                    |

|  | †Trilophosaurus |
|  |                 |
|  | †Rhynchosauria  |
|  |                 |

|  | \| \| †Trilophosaurus \| \| \| \| \| \| †Rhynchosauria \| \| \| \| |
|  |                                                                    |
|  | Archosauriformes (crocodilos, aves, e seus relativos extintos)     |
|  |                                                                    |
|  | †Trilophosaurus                                                    |
|  |                                                                    |
|  | †Rhynchosauria                                                     |
|  |                                                                    |

|  | †Trilophosaurus |
|  |                 |
|  | †Rhynchosauria  |
|  |                 |

|  | \| \| †Trilophosaurus \| \| \| \| \| \| †Rhynchosauria \| \| \| \| |
|  |                                                                    |
|  | Archosauriformes (crocodilos, aves, e seus relativos extintos)     |
|  |                                                                    |
|  | †Trilophosaurus                                                    |
|  |                                                                    |
|  | †Rhynchosauria                                                     |
|  |                                                                    |

|  | †Trilophosaurus |
|  |                 |
|  | †Rhynchosauria  |
|  |                 |

|  | \| \| †Trilophosaurus \| \| \| \| \| \| †Rhynchosauria \| \| \| \| |
|  |                                                                    |
|  | Archosauriformes (crocodilos, aves, e seus relativos extintos)     |
|  |                                                                    |
|  | †Trilophosaurus                                                    |
|  |                                                                    |
|  | †Rhynchosauria                                                     |
|  |                                                                    |

|  | †Trilophosaurus |
|  |                 |
|  | †Rhynchosauria  |
|  |                 |

|  | \| \| †Trilophosaurus \| \| \| \| \| \| †Rhynchosauria \| \| \| \| |
|  |                                                                    |
|  | Archosauriformes (crocodilos, aves, e seus relativos extintos)     |
|  |                                                                    |
|  | †Trilophosaurus                                                    |
|  |                                                                    |
|  | †Rhynchosauria                                                     |
|  |                                                                    |

|  | †Trilophosaurus |
|  |                 |
|  | †Rhynchosauria  |
|  |                 |

|  | \| \| †Trilophosaurus \| \| \| \| \| \| †Rhynchosauria \| \| \| \| |
|  |                                                                    |
|  | Archosauriformes (crocodilos, aves, e seus relativos extintos)     |
|  |                                                                    |
|  | †Trilophosaurus                                                    |
|  |                                                                    |
|  | †Rhynchosauria                                                     |
|  |                                                                    |

|  | †Trilophosaurus |
|  |                 |
|  | †Rhynchosauria  |
|  |                 |

|  | \| \| †Trilophosaurus \| \| \| \| \| \| †Rhynchosauria \| \| \| \| |
|  |                                                                    |
|  | Archosauriformes (crocodilos, aves, e seus relativos extintos)     |
|  |                                                                    |
|  | †Trilophosaurus                                                    |
|  |                                                                    |
|  | †Rhynchosauria                                                     |
|  |                                                                    |

|  | †Trilophosaurus |
|  |                 |
|  | †Rhynchosauria  |
|  |                 |

|  | \| \| †Trilophosaurus \| \| \| \| \| \| †Rhynchosauria \| \| \| \| |
|  |                                                                    |
|  | Archosauriformes (crocodilos, aves, e seus relativos extintos)     |
|  |                                                                    |
|  | †Trilophosaurus                                                    |
|  |                                                                    |
|  | †Rhynchosauria                                                     |
|  |                                                                    |

|  | †Trilophosaurus |
|  |                 |
|  | †Rhynchosauria  |
|  |                 |

|              | †Kuehneosauridae |
|              | |
| Lepidosauria | \| \| Rhynchocephalia (tuataras e seus relativos extintos) \| \| \| \| \| \| Squamata (lagartos e cobras) \| \| \| \| |
|              | \| \| Rhynchocephalia (tuataras e seus relativos extintos) \| \| \| \| \| \| Squamata (lagartos e cobras) \| \| \| \| |
|              | Rhynchocephalia (tuataras e seus relativos extintos)                                                                  |
|              | |
|              | Squamata (lagartos e cobras)                                                                                          |
|              | |

|  | Rhynchocephalia (tuataras e seus relativos extintos) |
|  |                                                      |
|  | Squamata (lagartos e cobras)                         |
|  |                                                      |

|  | \| \| †Trilophosaurus \| \| \| \| \| \| †Rhynchosauria \| \| \| \| |
|  |                                                                    |
|  | Archosauriformes (crocodilos, aves, e seus relativos extintos)     |
|  |                                                                    |
|  | †Trilophosaurus                                                    |
|  |                                                                    |
|  | †Rhynchosauria                                                     |
|  |                                                                    |

|  | †Trilophosaurus |
|  |                 |
|  | †Rhynchosauria  |
|  |                 |

|  | \| \| †Trilophosaurus \| \| \| \| \| \| †Rhynchosauria \| \| \| \| |
|  |                                                                    |
|  | Archosauriformes (crocodilos, aves, e seus relativos extintos)     |
|  |                                                                    |
|  | †Trilophosaurus                                                    |
|  |                                                                    |
|  | †Rhynchosauria                                                     |
|  |                                                                    |

|  | †Trilophosaurus |
|  |                 |
|  | †Rhynchosauria  |
|  |                 |

|  | \| \| †Trilophosaurus \| \| \| \| \| \| †Rhynchosauria \| \| \| \| |
|  |                                                                    |
|  | Archosauriformes (crocodilos, aves, e seus relativos extintos)     |
|  |                                                                    |
|  | †Trilophosaurus                                                    |
|  |                                                                    |
|  | †Rhynchosauria                                                     |
|  |                                                                    |

|  | †Trilophosaurus |
|  |                 |
|  | †Rhynchosauria  |
|  |                 |

|  | \| \| †Trilophosaurus \| \| \| \| \| \| †Rhynchosauria \| \| \| \| |
|  |                                                                    |
|  | Archosauriformes (crocodilos, aves, e seus relativos extintos)     |
|  |                                                                    |
|  | †Trilophosaurus                                                    |
|  |                                                                    |
|  | †Rhynchosauria                                                     |
|  |                                                                    |

|  | †Trilophosaurus |
|  |                 |
|  | †Rhynchosauria  |
|  |                 |

|  | \| \| †Trilophosaurus \| \| \| \| \| \| †Rhynchosauria \| \| \| \| |
|  |                                                                    |
|  | Archosauriformes (crocodilos, aves, e seus relativos extintos)     |
|  |                                                                    |
|  | †Trilophosaurus                                                    |
|  |                                                                    |
|  | †Rhynchosauria                                                     |
|  |                                                                    |

|  | †Trilophosaurus |
|  |                 |
|  | †Rhynchosauria  |
|  |                 |

|  | \| \| †Trilophosaurus \| \| \| \| \| \| †Rhynchosauria \| \| \| \| |
|  |                                                                    |
|  | Archosauriformes (crocodilos, aves, e seus relativos extintos)     |
|  |                                                                    |
|  | †Trilophosaurus                                                    |
|  |                                                                    |
|  | †Rhynchosauria                                                     |
|  |                                                                    |

|  | †Trilophosaurus |
|  |                 |
|  | †Rhynchosauria  |
|  |                 |

|  | \| \| †Trilophosaurus \| \| \| \| \| \| †Rhynchosauria \| \| \| \| |
|  |                                                                    |
|  | Archosauriformes (crocodilos, aves, e seus relativos extintos)     |
|  |                                                                    |
|  | †Trilophosaurus                                                    |
|  |                                                                    |
|  | †Rhynchosauria                                                     |
|  |                                                                    |

|  | †Trilophosaurus |
|  |                 |
|  | †Rhynchosauria  |
|  |                 |

|  | \| \| †Trilophosaurus \| \| \| \| \| \| †Rhynchosauria \| \| \| \| |
|  |                                                                    |
|  | Archosauriformes (crocodilos, aves, e seus relativos extintos)     |
|  |                                                                    |
|  | †Trilophosaurus                                                    |
|  |                                                                    |
|  | †Rhynchosauria                                                     |
|  |                                                                    |

|  | †Trilophosaurus |
|  |                 |
|  | †Rhynchosauria  |
|  |                 |

|              | †Kuehneosauridae |
|              | |
| Lepidosauria | \| \| Rhynchocephalia (tuataras e seus relativos extintos) \| \| \| \| \| \| Squamata (lagartos e cobras) \| \| \| \| |
|              | \| \| Rhynchocephalia (tuataras e seus relativos extintos) \| \| \| \| \| \| Squamata (lagartos e cobras) \| \| \| \| |
|              | Rhynchocephalia (tuataras e seus relativos extintos)                                                                  |
|              | |
|              | Squamata (lagartos e cobras)                                                                                          |
|              | |

|  | Rhynchocephalia (tuataras e seus relativos extintos) |
|  |                                                      |
|  | Squamata (lagartos e cobras)                         |
|  |                                                      |

|  | \| \| †Trilophosaurus \| \| \| \| \| \| †Rhynchosauria \| \| \| \| |
|  |                                                                    |
|  | Archosauriformes (crocodilos, aves, e seus relativos extintos)     |
|  |                                                                    |
|  | †Trilophosaurus                                                    |
|  |                                                                    |
|  | †Rhynchosauria                                                     |
|  |                                                                    |

|  | †Trilophosaurus |
|  |                 |
|  | †Rhynchosauria  |
|  |                 |

|  | \| \| †Trilophosaurus \| \| \| \| \| \| †Rhynchosauria \| \| \| \| |
|  |                                                                    |
|  | Archosauriformes (crocodilos, aves, e seus relativos extintos)     |
|  |                                                                    |
|  | †Trilophosaurus                                                    |
|  |                                                                    |
|  | †Rhynchosauria                                                     |
|  |                                                                    |

|  | †Trilophosaurus |
|  |                 |
|  | †Rhynchosauria  |
|  |                 |

|  | \| \| †Trilophosaurus \| \| \| \| \| \| †Rhynchosauria \| \| \| \| |
|  |                                                                    |
|  | Archosauriformes (crocodilos, aves, e seus relativos extintos)     |
|  |                                                                    |
|  | †Trilophosaurus                                                    |
|  |                                                                    |
|  | †Rhynchosauria                                                     |
|  |                                                                    |

|  | †Trilophosaurus |
|  |                 |
|  | †Rhynchosauria  |
|  |                 |

|  | \| \| †Trilophosaurus \| \| \| \| \| \| †Rhynchosauria \| \| \| \| |
|  |                                                                    |
|  | Archosauriformes (crocodilos, aves, e seus relativos extintos)     |
|  |                                                                    |
|  | †Trilophosaurus                                                    |
|  |                                                                    |
|  | †Rhynchosauria                                                     |
|  |                                                                    |

|  | †Trilophosaurus |
|  |                 |
|  | †Rhynchosauria  |
|  |                 |

|  | \| \| †Trilophosaurus \| \| \| \| \| \| †Rhynchosauria \| \| \| \| |
|  |                                                                    |
|  | Archosauriformes (crocodilos, aves, e seus relativos extintos)     |
|  |                                                                    |
|  | †Trilophosaurus                                                    |
|  |                                                                    |
|  | †Rhynchosauria                                                     |
|  |                                                                    |

|  | †Trilophosaurus |
|  |                 |
|  | †Rhynchosauria  |
|  |                 |

|  | \| \| †Trilophosaurus \| \| \| \| \| \| †Rhynchosauria \| \| \| \| |
|  |                                                                    |
|  | Archosauriformes (crocodilos, aves, e seus relativos extintos)     |
|  |                                                                    |
|  | †Trilophosaurus                                                    |
|  |                                                                    |
|  | †Rhynchosauria                                                     |
|  |                                                                    |

|  | †Trilophosaurus |
|  |                 |
|  | †Rhynchosauria  |
|  |                 |

|  | \| \| †Trilophosaurus \| \| \| \| \| \| †Rhynchosauria \| \| \| \| |
|  |                                                                    |
|  | Archosauriformes (crocodilos, aves, e seus relativos extintos)     |
|  |                                                                    |
|  | †Trilophosaurus                                                    |
|  |                                                                    |
|  | †Rhynchosauria                                                     |
|  |                                                                    |

|  | †Trilophosaurus |
|  |                 |
|  | †Rhynchosauria  |
|  |                 |

|  | \| \| †Trilophosaurus \| \| \| \| \| \| †Rhynchosauria \| \| \| \| |
|  |                                                                    |
|  | Archosauriformes (crocodilos, aves, e seus relativos extintos)     |
|  |                                                                    |
|  | †Trilophosaurus                                                    |
|  |                                                                    |
|  | †Rhynchosauria                                                     |
|  |                                                                    |

|  | †Trilophosaurus |
|  |                 |
|  | †Rhynchosauria  |
|  |                 |

|              | †Kuehneosauridae |
|              | |
| Lepidosauria | \| \| Rhynchocephalia (tuataras e seus relativos extintos) \| \| \| \| \| \| Squamata (lagartos e cobras) \| \| \| \| |
|              | \| \| Rhynchocephalia (tuataras e seus relativos extintos) \| \| \| \| \| \| Squamata (lagartos e cobras) \| \| \| \| |
|              | Rhynchocephalia (tuataras e seus relativos extintos)                                                                  |
|              | |
|              | Squamata (lagartos e cobras)                                                                                          |
|              | |

|  | Rhynchocephalia (tuataras e seus relativos extintos) |
|  |                                                      |
|  | Squamata (lagartos e cobras)                         |
|  |                                                      |

|  | \| \| †Trilophosaurus \| \| \| \| \| \| †Rhynchosauria \| \| \| \| |
|  |                                                                    |
|  | Archosauriformes (crocodilos, aves, e seus relativos extintos)     |
|  |                                                                    |
|  | †Trilophosaurus                                                    |
|  |                                                                    |
|  | †Rhynchosauria                                                     |
|  |                                                                    |

|  | †Trilophosaurus |
|  |                 |
|  | †Rhynchosauria  |
|  |                 |

|  | \| \| †Trilophosaurus \| \| \| \| \| \| †Rhynchosauria \| \| \| \| |
|  |                                                                    |
|  | Archosauriformes (crocodilos, aves, e seus relativos extintos)     |
|  |                                                                    |
|  | †Trilophosaurus                                                    |
|  |                                                                    |
|  | †Rhynchosauria                                                     |
|  |                                                                    |

|  | †Trilophosaurus |
|  |                 |
|  | †Rhynchosauria  |
|  |                 |

|  | \| \| †Trilophosaurus \| \| \| \| \| \| †Rhynchosauria \| \| \| \| |
|  |                                                                    |
|  | Archosauriformes (crocodilos, aves, e seus relativos extintos)     |
|  |                                                                    |
|  | †Trilophosaurus                                                    |
|  |                                                                    |
|  | †Rhynchosauria                                                     |
|  |                                                                    |

|  | †Trilophosaurus |
|  |                 |
|  | †Rhynchosauria  |
|  |                 |

|  | \| \| †Trilophosaurus \| \| \| \| \| \| †Rhynchosauria \| \| \| \| |
|  |                                                                    |
|  | Archosauriformes (crocodilos, aves, e seus relativos extintos)     |
|  |                                                                    |
|  | †Trilophosaurus                                                    |
|  |                                                                    |
|  | †Rhynchosauria                                                     |
|  |                                                                    |

|  | †Trilophosaurus |
|  |                 |
|  | †Rhynchosauria  |
|  |                 |

|  | \| \| †Trilophosaurus \| \| \| \| \| \| †Rhynchosauria \| \| \| \| |
|  |                                                                    |
|  | Archosauriformes (crocodilos, aves, e seus relativos extintos)     |
|  |                                                                    |
|  | †Trilophosaurus                                                    |
|  |                                                                    |
|  | †Rhynchosauria                                                     |
|  |                                                                    |

|  | †Trilophosaurus |
|  |                 |
|  | †Rhynchosauria  |
|  |                 |

|  | \| \| †Trilophosaurus \| \| \| \| \| \| †Rhynchosauria \| \| \| \| |
|  |                                                                    |
|  | Archosauriformes (crocodilos, aves, e seus relativos extintos)     |
|  |                                                                    |
|  | †Trilophosaurus                                                    |
|  |                                                                    |
|  | †Rhynchosauria                                                     |
|  |                                                                    |

|  | †Trilophosaurus |
|  |                 |
|  | †Rhynchosauria  |
|  |                 |

|  | \| \| †Trilophosaurus \| \| \| \| \| \| †Rhynchosauria \| \| \| \| |
|  |                                                                    |
|  | Archosauriformes (crocodilos, aves, e seus relativos extintos)     |
|  |                                                                    |
|  | †Trilophosaurus                                                    |
|  |                                                                    |
|  | †Rhynchosauria                                                     |
|  |                                                                    |

|  | †Trilophosaurus |
|  |                 |
|  | †Rhynchosauria  |
|  |                 |

|  | \| \| †Trilophosaurus \| \| \| \| \| \| †Rhynchosauria \| \| \| \| |
|  |                                                                    |
|  | Archosauriformes (crocodilos, aves, e seus relativos extintos)     |
|  |                                                                    |
|  | †Trilophosaurus                                                    |
|  |                                                                    |
|  | †Rhynchosauria                                                     |
|  |                                                                    |

|  | †Trilophosaurus |
|  |                 |
|  | †Rhynchosauria  |
|  |                 |

|              | †Kuehneosauridae |
|              | |
| Lepidosauria | \| \| Rhynchocephalia (tuataras e seus relativos extintos) \| \| \| \| \| \| Squamata (lagartos e cobras) \| \| \| \| |
|              | \| \| Rhynchocephalia (tuataras e seus relativos extintos) \| \| \| \| \| \| Squamata (lagartos e cobras) \| \| \| \| |
|              | Rhynchocephalia (tuataras e seus relativos extintos)                                                                  |
|              | |
|              | Squamata (lagartos e cobras)                                                                                          |
|              | |

|  | Rhynchocephalia (tuataras e seus relativos extintos) |
|  |                                                      |
|  | Squamata (lagartos e cobras)                         |
|  |                                                      |

|  | \| \| †Trilophosaurus \| \| \| \| \| \| †Rhynchosauria \| \| \| \| |
|  |                                                                    |
|  | Archosauriformes (crocodilos, aves, e seus relativos extintos)     |
|  |                                                                    |
|  | †Trilophosaurus                                                    |
|  |                                                                    |
|  | †Rhynchosauria                                                     |
|  |                                                                    |

|  | †Trilophosaurus |
|  |                 |
|  | †Rhynchosauria  |
|  |                 |

|  | \| \| †Trilophosaurus \| \| \| \| \| \| †Rhynchosauria \| \| \| \| |
|  |                                                                    |
|  | Archosauriformes (crocodilos, aves, e seus relativos extintos)     |
|  |                                                                    |
|  | †Trilophosaurus                                                    |
|  |                                                                    |
|  | †Rhynchosauria                                                     |
|  |                                                                    |

|  | †Trilophosaurus |
|  |                 |
|  | †Rhynchosauria  |
|  |                 |

|  | \| \| †Trilophosaurus \| \| \| \| \| \| †Rhynchosauria \| \| \| \| |
|  |                                                                    |
|  | Archosauriformes (crocodilos, aves, e seus relativos extintos)     |
|  |                                                                    |
|  | †Trilophosaurus                                                    |
|  |                                                                    |
|  | †Rhynchosauria                                                     |
|  |                                                                    |

|  | †Trilophosaurus |
|  |                 |
|  | †Rhynchosauria  |
|  |                 |

|  | \| \| †Trilophosaurus \| \| \| \| \| \| †Rhynchosauria \| \| \| \| |
|  |                                                                    |
|  | Archosauriformes (crocodilos, aves, e seus relativos extintos)     |
|  |                                                                    |
|  | †Trilophosaurus                                                    |
|  |                                                                    |
|  | †Rhynchosauria                                                     |
|  |                                                                    |

|  | †Trilophosaurus |
|  |                 |
|  | †Rhynchosauria  |
|  |                 |

|  | \| \| †Trilophosaurus \| \| \| \| \| \| †Rhynchosauria \| \| \| \| |
|  |                                                                    |
|  | Archosauriformes (crocodilos, aves, e seus relativos extintos)     |
|  |                                                                    |
|  | †Trilophosaurus                                                    |
|  |                                                                    |
|  | †Rhynchosauria                                                     |
|  |                                                                    |

|  | †Trilophosaurus |
|  |                 |
|  | †Rhynchosauria  |
|  |                 |

|  | \| \| †Trilophosaurus \| \| \| \| \| \| †Rhynchosauria \| \| \| \| |
|  |                                                                    |
|  | Archosauriformes (crocodilos, aves, e seus relativos extintos)     |
|  |                                                                    |
|  | †Trilophosaurus                                                    |
|  |                                                                    |
|  | †Rhynchosauria                                                     |
|  |                                                                    |

|  | †Trilophosaurus |
|  |                 |
|  | †Rhynchosauria  |
|  |                 |

|  | \| \| †Trilophosaurus \| \| \| \| \| \| †Rhynchosauria \| \| \| \| |
|  |                                                                    |
|  | Archosauriformes (crocodilos, aves, e seus relativos extintos)     |
|  |                                                                    |
|  | †Trilophosaurus                                                    |
|  |                                                                    |
|  | †Rhynchosauria                                                     |
|  |                                                                    |

|  | †Trilophosaurus |
|  |                 |
|  | †Rhynchosauria  |
|  |                 |

|  | \| \| †Trilophosaurus \| \| \| \| \| \| †Rhynchosauria \| \| \| \| |
|  |                                                                    |
|  | Archosauriformes (crocodilos, aves, e seus relativos extintos)     |
|  |                                                                    |
|  | †Trilophosaurus                                                    |
|  |                                                                    |
|  | †Rhynchosauria                                                     |
|  |                                                                    |

|  | †Trilophosaurus |
|  |                 |
|  | †Rhynchosauria  |
|  |                 |

|              | †Kuehneosauridae |
|              | |
| Lepidosauria | \| \| Rhynchocephalia (tuataras e seus relativos extintos) \| \| \| \| \| \| Squamata (lagartos e cobras) \| \| \| \| |
|              | \| \| Rhynchocephalia (tuataras e seus relativos extintos) \| \| \| \| \| \| Squamata (lagartos e cobras) \| \| \| \| |
|              | Rhynchocephalia (tuataras e seus relativos extintos)                                                                  |
|              | |
|              | Squamata (lagartos e cobras)                                                                                          |
|              | |

|  | Rhynchocephalia (tuataras e seus relativos extintos) |
|  |                                                      |
|  | Squamata (lagartos e cobras)                         |
|  |                                                      |

|  | \| \| †Trilophosaurus \| \| \| \| \| \| †Rhynchosauria \| \| \| \| |
|  |                                                                    |
|  | Archosauriformes (crocodilos, aves, e seus relativos extintos)     |
|  |                                                                    |
|  | †Trilophosaurus                                                    |
|  |                                                                    |
|  | †Rhynchosauria                                                     |
|  |                                                                    |

|  | †Trilophosaurus |
|  |                 |
|  | †Rhynchosauria  |
|  |                 |

|  | \| \| †Trilophosaurus \| \| \| \| \| \| †Rhynchosauria \| \| \| \| |
|  |                                                                    |
|  | Archosauriformes (crocodilos, aves, e seus relativos extintos)     |
|  |                                                                    |
|  | †Trilophosaurus                                                    |
|  |                                                                    |
|  | †Rhynchosauria                                                     |
|  |                                                                    |

|  | †Trilophosaurus |
|  |                 |
|  | †Rhynchosauria  |
|  |                 |

|  | \| \| †Trilophosaurus \| \| \| \| \| \| †Rhynchosauria \| \| \| \| |
|  |                                                                    |
|  | Archosauriformes (crocodilos, aves, e seus relativos extintos)     |
|  |                                                                    |
|  | †Trilophosaurus                                                    |
|  |                                                                    |
|  | †Rhynchosauria                                                     |
|  |                                                                    |

|  | †Trilophosaurus |
|  |                 |
|  | †Rhynchosauria  |
|  |                 |

|  | \| \| †Trilophosaurus \| \| \| \| \| \| †Rhynchosauria \| \| \| \| |
|  |                                                                    |
|  | Archosauriformes (crocodilos, aves, e seus relativos extintos)     |
|  |                                                                    |
|  | †Trilophosaurus                                                    |
|  |                                                                    |
|  | †Rhynchosauria                                                     |
|  |                                                                    |

|  | †Trilophosaurus |
|  |                 |
|  | †Rhynchosauria  |
|  |                 |

|  | \| \| †Trilophosaurus \| \| \| \| \| \| †Rhynchosauria \| \| \| \| |
|  |                                                                    |
|  | Archosauriformes (crocodilos, aves, e seus relativos extintos)     |
|  |                                                                    |
|  | †Trilophosaurus                                                    |
|  |                                                                    |
|  | †Rhynchosauria                                                     |
|  |                                                                    |

|  | †Trilophosaurus |
|  |                 |
|  | †Rhynchosauria  |
|  |                 |

|  | \| \| †Trilophosaurus \| \| \| \| \| \| †Rhynchosauria \| \| \| \| |
|  |                                                                    |
|  | Archosauriformes (crocodilos, aves, e seus relativos extintos)     |
|  |                                                                    |
|  | †Trilophosaurus                                                    |
|  |                                                                    |
|  | †Rhynchosauria                                                     |
|  |                                                                    |

|  | †Trilophosaurus |
|  |                 |
|  | †Rhynchosauria  |
|  |                 |

|  | \| \| †Trilophosaurus \| \| \| \| \| \| †Rhynchosauria \| \| \| \| |
|  |                                                                    |
|  | Archosauriformes (crocodilos, aves, e seus relativos extintos)     |
|  |                                                                    |
|  | †Trilophosaurus                                                    |
|  |                                                                    |
|  | †Rhynchosauria                                                     |
|  |                                                                    |

|  | †Trilophosaurus |
|  |                 |
|  | †Rhynchosauria  |
|  |                 |

|  | \| \| †Trilophosaurus \| \| \| \| \| \| †Rhynchosauria \| \| \| \| |
|  |                                                                    |
|  | Archosauriformes (crocodilos, aves, e seus relativos extintos)     |
|  |                                                                    |
|  | †Trilophosaurus                                                    |
|  |                                                                    |
|  | †Rhynchosauria                                                     |
|  |                                                                    |

|  | †Trilophosaurus |
|  |                 |
|  | †Rhynchosauria  |
|  |                 |

|              | †Kuehneosauridae |
|              | |
| Lepidosauria | \| \| Rhynchocephalia (tuataras e seus relativos extintos) \| \| \| \| \| \| Squamata (lagartos e cobras) \| \| \| \| |
|              | \| \| Rhynchocephalia (tuataras e seus relativos extintos) \| \| \| \| \| \| Squamata (lagartos e cobras) \| \| \| \| |
|              | Rhynchocephalia (tuataras e seus relativos extintos)                                                                  |
|              | |
|              | Squamata (lagartos e cobras)                                                                                          |
|              | |

|  | Rhynchocephalia (tuataras e seus relativos extintos) |
|  |                                                      |
|  | Squamata (lagartos e cobras)                         |
|  |                                                      |

|  | \| \| †Trilophosaurus \| \| \| \| \| \| †Rhynchosauria \| \| \| \| |
|  |                                                                    |
|  | Archosauriformes (crocodilos, aves, e seus relativos extintos)     |
|  |                                                                    |
|  | †Trilophosaurus                                                    |
|  |                                                                    |
|  | †Rhynchosauria                                                     |
|  |                                                                    |

|  | †Trilophosaurus |
|  |                 |
|  | †Rhynchosauria  |
|  |                 |

|  | \| \| †Trilophosaurus \| \| \| \| \| \| †Rhynchosauria \| \| \| \| |
|  |                                                                    |
|  | Archosauriformes (crocodilos, aves, e seus relativos extintos)     |
|  |                                                                    |
|  | †Trilophosaurus                                                    |
|  |                                                                    |
|  | †Rhynchosauria                                                     |
|  |                                                                    |

|  | †Trilophosaurus |
|  |                 |
|  | †Rhynchosauria  |
|  |                 |

|  | \| \| †Trilophosaurus \| \| \| \| \| \| †Rhynchosauria \| \| \| \| |
|  |                                                                    |
|  | Archosauriformes (crocodilos, aves, e seus relativos extintos)     |
|  |                                                                    |
|  | †Trilophosaurus                                                    |
|  |                                                                    |
|  | †Rhynchosauria                                                     |
|  |                                                                    |

|  | †Trilophosaurus |
|  |                 |
|  | †Rhynchosauria  |
|  |                 |

|  | \| \| †Trilophosaurus \| \| \| \| \| \| †Rhynchosauria \| \| \| \| |
|  |                                                                    |
|  | Archosauriformes (crocodilos, aves, e seus relativos extintos)     |
|  |                                                                    |
|  | †Trilophosaurus                                                    |
|  |                                                                    |
|  | †Rhynchosauria                                                     |
|  |                                                                    |

|  | †Trilophosaurus |
|  |                 |
|  | †Rhynchosauria  |
|  |                 |

|  | \| \| †Trilophosaurus \| \| \| \| \| \| †Rhynchosauria \| \| \| \| |
|  |                                                                    |
|  | Archosauriformes (crocodilos, aves, e seus relativos extintos)     |
|  |                                                                    |
|  | †Trilophosaurus                                                    |
|  |                                                                    |
|  | †Rhynchosauria                                                     |
|  |                                                                    |

|  | †Trilophosaurus |
|  |                 |
|  | †Rhynchosauria  |
|  |                 |

|  | \| \| †Trilophosaurus \| \| \| \| \| \| †Rhynchosauria \| \| \| \| |
|  |                                                                    |
|  | Archosauriformes (crocodilos, aves, e seus relativos extintos)     |
|  |                                                                    |
|  | †Trilophosaurus                                                    |
|  |                                                                    |
|  | †Rhynchosauria                                                     |
|  |                                                                    |

|  | †Trilophosaurus |
|  |                 |
|  | †Rhynchosauria  |
|  |                 |

|  | \| \| †Trilophosaurus \| \| \| \| \| \| †Rhynchosauria \| \| \| \| |
|  |                                                                    |
|  | Archosauriformes (crocodilos, aves, e seus relativos extintos)     |
|  |                                                                    |
|  | †Trilophosaurus                                                    |
|  |                                                                    |
|  | †Rhynchosauria                                                     |
|  |                                                                    |

|  | †Trilophosaurus |
|  |                 |
|  | †Rhynchosauria  |
|  |                 |

|  | \| \| †Trilophosaurus \| \| \| \| \| \| †Rhynchosauria \| \| \| \| |
|  |                                                                    |
|  | Archosauriformes (crocodilos, aves, e seus relativos extintos)     |
|  |                                                                    |
|  | †Trilophosaurus                                                    |
|  |                                                                    |
|  | †Rhynchosauria                                                     |
|  |                                                                    |

|  | †Trilophosaurus |
|  |                 |
|  | †Rhynchosauria  |
|  |                 |

|              | †Kuehneosauridae |
|              | |
| Lepidosauria | \| \| Rhynchocephalia (tuataras e seus relativos extintos) \| \| \| \| \| \| Squamata (lagartos e cobras) \| \| \| \| |
|              | \| \| Rhynchocephalia (tuataras e seus relativos extintos) \| \| \| \| \| \| Squamata (lagartos e cobras) \| \| \| \| |
|              | Rhynchocephalia (tuataras e seus relativos extintos)                                                                  |
|              | |
|              | Squamata (lagartos e cobras)                                                                                          |
|              | |

|  | Rhynchocephalia (tuataras e seus relativos extintos) |
|  |                                                      |
|  | Squamata (lagartos e cobras)                         |
|  |                                                      |

|  | \| \| †Trilophosaurus \| \| \| \| \| \| †Rhynchosauria \| \| \| \| |
|  |                                                                    |
|  | Archosauriformes (crocodilos, aves, e seus relativos extintos)     |
|  |                                                                    |
|  | †Trilophosaurus                                                    |
|  |                                                                    |
|  | †Rhynchosauria                                                     |
|  |                                                                    |

|  | †Trilophosaurus |
|  |                 |
|  | †Rhynchosauria  |
|  |                 |

|  | \| \| †Trilophosaurus \| \| \| \| \| \| †Rhynchosauria \| \| \| \| |
|  |                                                                    |
|  | Archosauriformes (crocodilos, aves, e seus relativos extintos)     |
|  |                                                                    |
|  | †Trilophosaurus                                                    |
|  |                                                                    |
|  | †Rhynchosauria                                                     |
|  |                                                                    |

|  | †Trilophosaurus |
|  |                 |
|  | †Rhynchosauria  |
|  |                 |

|  | \| \| †Trilophosaurus \| \| \| \| \| \| †Rhynchosauria \| \| \| \| |
|  |                                                                    |
|  | Archosauriformes (crocodilos, aves, e seus relativos extintos)     |
|  |                                                                    |
|  | †Trilophosaurus                                                    |
|  |                                                                    |
|  | †Rhynchosauria                                                     |
|  |                                                                    |

|  | †Trilophosaurus |
|  |                 |
|  | †Rhynchosauria  |
|  |                 |

|  | \| \| †Trilophosaurus \| \| \| \| \| \| †Rhynchosauria \| \| \| \| |
|  |                                                                    |
|  | Archosauriformes (crocodilos, aves, e seus relativos extintos)     |
|  |                                                                    |
|  | †Trilophosaurus                                                    |
|  |                                                                    |
|  | †Rhynchosauria                                                     |
|  |                                                                    |

|  | †Trilophosaurus |
|  |                 |
|  | †Rhynchosauria  |
|  |                 |

|  | \| \| †Trilophosaurus \| \| \| \| \| \| †Rhynchosauria \| \| \| \| |
|  |                                                                    |
|  | Archosauriformes (crocodilos, aves, e seus relativos extintos)     |
|  |                                                                    |
|  | †Trilophosaurus                                                    |
|  |                                                                    |
|  | †Rhynchosauria                                                     |
|  |                                                                    |

|  | †Trilophosaurus |
|  |                 |
|  | †Rhynchosauria  |
|  |                 |

|  | \| \| †Trilophosaurus \| \| \| \| \| \| †Rhynchosauria \| \| \| \| |
|  |                                                                    |
|  | Archosauriformes (crocodilos, aves, e seus relativos extintos)     |
|  |                                                                    |
|  | †Trilophosaurus                                                    |
|  |                                                                    |
|  | †Rhynchosauria                                                     |
|  |                                                                    |

|  | †Trilophosaurus |
|  |                 |
|  | †Rhynchosauria  |
|  |                 |

|  | \| \| †Trilophosaurus \| \| \| \| \| \| †Rhynchosauria \| \| \| \| |
|  |                                                                    |
|  | Archosauriformes (crocodilos, aves, e seus relativos extintos)     |
|  |                                                                    |
|  | †Trilophosaurus                                                    |
|  |                                                                    |
|  | †Rhynchosauria                                                     |
|  |                                                                    |

|  | †Trilophosaurus |
|  |                 |
|  | †Rhynchosauria  |
|  |                 |

|  | \| \| †Trilophosaurus \| \| \| \| \| \| †Rhynchosauria \| \| \| \| |
|  |                                                                    |
|  | Archosauriformes (crocodilos, aves, e seus relativos extintos)     |
|  |                                                                    |
|  | †Trilophosaurus                                                    |
|  |                                                                    |
|  | †Rhynchosauria                                                     |
|  |                                                                    |

|  | †Trilophosaurus |
|  |                 |
|  | †Rhynchosauria  |
|  |                 |

|              | †Kuehneosauridae |
|              | |
| Lepidosauria | \| \| Rhynchocephalia (tuataras e seus relativos extintos) \| \| \| \| \| \| Squamata (lagartos e cobras) \| \| \| \| |
|              | \| \| Rhynchocephalia (tuataras e seus relativos extintos) \| \| \| \| \| \| Squamata (lagartos e cobras) \| \| \| \| |
|              | Rhynchocephalia (tuataras e seus relativos extintos)                                                                  |
|              | |
|              | Squamata (lagartos e cobras)                                                                                          |
|              | |

|  | Rhynchocephalia (tuataras e seus relativos extintos) |
|  |                                                      |
|  | Squamata (lagartos e cobras)                         |
|  |                                                      |

|  | \| \| †Trilophosaurus \| \| \| \| \| \| †Rhynchosauria \| \| \| \| |
|  |                                                                    |
|  | Archosauriformes (crocodilos, aves, e seus relativos extintos)     |
|  |                                                                    |
|  | †Trilophosaurus                                                    |
|  |                                                                    |
|  | †Rhynchosauria                                                     |
|  |                                                                    |

|  | †Trilophosaurus |
|  |                 |
|  | †Rhynchosauria  |
|  |                 |

|  | \| \| †Trilophosaurus \| \| \| \| \| \| †Rhynchosauria \| \| \| \| |
|  |                                                                    |
|  | Archosauriformes (crocodilos, aves, e seus relativos extintos)     |
|  |                                                                    |
|  | †Trilophosaurus                                                    |
|  |                                                                    |
|  | †Rhynchosauria                                                     |
|  |                                                                    |

|  | †Trilophosaurus |
|  |                 |
|  | †Rhynchosauria  |
|  |                 |

|  | \| \| †Trilophosaurus \| \| \| \| \| \| †Rhynchosauria \| \| \| \| |
|  |                                                                    |
|  | Archosauriformes (crocodilos, aves, e seus relativos extintos)     |
|  |                                                                    |
|  | †Trilophosaurus                                                    |
|  |                                                                    |
|  | †Rhynchosauria                                                     |
|  |                                                                    |

|  | †Trilophosaurus |
|  |                 |
|  | †Rhynchosauria  |
|  |                 |

|  | \| \| †Trilophosaurus \| \| \| \| \| \| †Rhynchosauria \| \| \| \| |
|  |                                                                    |
|  | Archosauriformes (crocodilos, aves, e seus relativos extintos)     |
|  |                                                                    |
|  | †Trilophosaurus                                                    |
|  |                                                                    |
|  | †Rhynchosauria                                                     |
|  |                                                                    |

|  | †Trilophosaurus |
|  |                 |
|  | †Rhynchosauria  |
|  |                 |

|  | \| \| †Trilophosaurus \| \| \| \| \| \| †Rhynchosauria \| \| \| \| |
|  |                                                                    |
|  | Archosauriformes (crocodilos, aves, e seus relativos extintos)     |
|  |                                                                    |
|  | †Trilophosaurus                                                    |
|  |                                                                    |
|  | †Rhynchosauria                                                     |
|  |                                                                    |

|  | †Trilophosaurus |
|  |                 |
|  | †Rhynchosauria  |
|  |                 |

|  | \| \| †Trilophosaurus \| \| \| \| \| \| †Rhynchosauria \| \| \| \| |
|  |                                                                    |
|  | Archosauriformes (crocodilos, aves, e seus relativos extintos)     |
|  |                                                                    |
|  | †Trilophosaurus                                                    |
|  |                                                                    |
|  | †Rhynchosauria                                                     |
|  |                                                                    |

|  | †Trilophosaurus |
|  |                 |
|  | †Rhynchosauria  |
|  |                 |

|  | \| \| †Trilophosaurus \| \| \| \| \| \| †Rhynchosauria \| \| \| \| |
|  |                                                                    |
|  | Archosauriformes (crocodilos, aves, e seus relativos extintos)     |
|  |                                                                    |
|  | †Trilophosaurus                                                    |
|  |                                                                    |
|  | †Rhynchosauria                                                     |
|  |                                                                    |

|  | †Trilophosaurus |
|  |                 |
|  | †Rhynchosauria  |
|  |                 |

|  | \| \| †Trilophosaurus \| \| \| \| \| \| †Rhynchosauria \| \| \| \| |
|  |                                                                    |
|  | Archosauriformes (crocodilos, aves, e seus relativos extintos)     |
|  |                                                                    |
|  | †Trilophosaurus                                                    |
|  |                                                                    |
|  | †Rhynchosauria                                                     |
|  |                                                                    |

|  | †Trilophosaurus |
|  |                 |
|  | †Rhynchosauria  |
|  |                 |

|              | †Kuehneosauridae |
|              | |
| Lepidosauria | \| \| Rhynchocephalia (tuataras e seus relativos extintos) \| \| \| \| \| \| Squamata (lagartos e cobras) \| \| \| \| |
|              | \| \| Rhynchocephalia (tuataras e seus relativos extintos) \| \| \| \| \| \| Squamata (lagartos e cobras) \| \| \| \| |
|              | Rhynchocephalia (tuataras e seus relativos extintos)                                                                  |
|              | |
|              | Squamata (lagartos e cobras)                                                                                          |
|              | |

|  | Rhynchocephalia (tuataras e seus relativos extintos) |
|  |                                                      |
|  | Squamata (lagartos e cobras)                         |
|  |                                                      |

|  | \| \| †Trilophosaurus \| \| \| \| \| \| †Rhynchosauria \| \| \| \| |
|  |                                                                    |
|  | Archosauriformes (crocodilos, aves, e seus relativos extintos)     |
|  |                                                                    |
|  | †Trilophosaurus                                                    |
|  |                                                                    |
|  | †Rhynchosauria                                                     |
|  |                                                                    |

|  | †Trilophosaurus |
|  |                 |
|  | †Rhynchosauria  |
|  |                 |

|  | \| \| †Trilophosaurus \| \| \| \| \| \| †Rhynchosauria \| \| \| \| |
|  |                                                                    |
|  | Archosauriformes (crocodilos, aves, e seus relativos extintos)     |
|  |                                                                    |
|  | †Trilophosaurus                                                    |
|  |                                                                    |
|  | †Rhynchosauria                                                     |
|  |                                                                    |

|  | †Trilophosaurus |
|  |                 |
|  | †Rhynchosauria  |
|  |                 |

|  | \| \| †Trilophosaurus \| \| \| \| \| \| †Rhynchosauria \| \| \| \| |
|  |                                                                    |
|  | Archosauriformes (crocodilos, aves, e seus relativos extintos)     |
|  |                                                                    |
|  | †Trilophosaurus                                                    |
|  |                                                                    |
|  | †Rhynchosauria                                                     |
|  |                                                                    |

|  | †Trilophosaurus |
|  |                 |
|  | †Rhynchosauria  |
|  |                 |

|  | \| \| †Trilophosaurus \| \| \| \| \| \| †Rhynchosauria \| \| \| \| |
|  |                                                                    |
|  | Archosauriformes (crocodilos, aves, e seus relativos extintos)     |
|  |                                                                    |
|  | †Trilophosaurus                                                    |
|  |                                                                    |
|  | †Rhynchosauria                                                     |
|  |                                                                    |

|  | †Trilophosaurus |
|  |                 |
|  | †Rhynchosauria  |
|  |                 |

|  | \| \| †Trilophosaurus \| \| \| \| \| \| †Rhynchosauria \| \| \| \| |
|  |                                                                    |
|  | Archosauriformes (crocodilos, aves, e seus relativos extintos)     |
|  |                                                                    |
|  | †Trilophosaurus                                                    |
|  |                                                                    |
|  | †Rhynchosauria                                                     |
|  |                                                                    |

|  | †Trilophosaurus |
|  |                 |
|  | †Rhynchosauria  |
|  |                 |

|  | \| \| †Trilophosaurus \| \| \| \| \| \| †Rhynchosauria \| \| \| \| |
|  |                                                                    |
|  | Archosauriformes (crocodilos, aves, e seus relativos extintos)     |
|  |                                                                    |
|  | †Trilophosaurus                                                    |
|  |                                                                    |
|  | †Rhynchosauria                                                     |
|  |                                                                    |

|  | †Trilophosaurus |
|  |                 |
|  | †Rhynchosauria  |
|  |                 |

|  | \| \| †Trilophosaurus \| \| \| \| \| \| †Rhynchosauria \| \| \| \| |
|  |                                                                    |
|  | Archosauriformes (crocodilos, aves, e seus relativos extintos)     |
|  |                                                                    |
|  | †Trilophosaurus                                                    |
|  |                                                                    |
|  | †Rhynchosauria                                                     |
|  |                                                                    |

|  | †Trilophosaurus |
|  |                 |
|  | †Rhynchosauria  |
|  |                 |

|  | \| \| †Trilophosaurus \| \| \| \| \| \| †Rhynchosauria \| \| \| \| |
|  |                                                                    |
|  | Archosauriformes (crocodilos, aves, e seus relativos extintos)     |
|  |                                                                    |
|  | †Trilophosaurus                                                    |
|  |                                                                    |
|  | †Rhynchosauria                                                     |
|  |                                                                    |

|  | †Trilophosaurus |
|  |                 |
|  | †Rhynchosauria  |
|  |                 |

|              | †Kuehneosauridae |
|              | |
| Lepidosauria | \| \| Rhynchocephalia (tuataras e seus relativos extintos) \| \| \| \| \| \| Squamata (lagartos e cobras) \| \| \| \| |
|              | \| \| Rhynchocephalia (tuataras e seus relativos extintos) \| \| \| \| \| \| Squamata (lagartos e cobras) \| \| \| \| |
|              | Rhynchocephalia (tuataras e seus relativos extintos)                                                                  |
|              | |
|              | Squamata (lagartos e cobras)                                                                                          |
|              | |

|  | Rhynchocephalia (tuataras e seus relativos extintos) |
|  |                                                      |
|  | Squamata (lagartos e cobras)                         |
|  |                                                      |

|  | \| \| †Trilophosaurus \| \| \| \| \| \| †Rhynchosauria \| \| \| \| |
|  |                                                                    |
|  | Archosauriformes (crocodilos, aves, e seus relativos extintos)     |
|  |                                                                    |
|  | †Trilophosaurus                                                    |
|  |                                                                    |
|  | †Rhynchosauria                                                     |
|  |                                                                    |

|  | †Trilophosaurus |
|  |                 |
|  | †Rhynchosauria  |
|  |                 |

|  | \| \| †Trilophosaurus \| \| \| \| \| \| †Rhynchosauria \| \| \| \| |
|  |                                                                    |
|  | Archosauriformes (crocodilos, aves, e seus relativos extintos)     |
|  |                                                                    |
|  | †Trilophosaurus                                                    |
|  |                                                                    |
|  | †Rhynchosauria                                                     |
|  |                                                                    |

|  | †Trilophosaurus |
|  |                 |
|  | †Rhynchosauria  |
|  |                 |

|  | \| \| †Trilophosaurus \| \| \| \| \| \| †Rhynchosauria \| \| \| \| |
|  |                                                                    |
|  | Archosauriformes (crocodilos, aves, e seus relativos extintos)     |
|  |                                                                    |
|  | †Trilophosaurus                                                    |
|  |                                                                    |
|  | †Rhynchosauria                                                     |
|  |                                                                    |

|  | †Trilophosaurus |
|  |                 |
|  | †Rhynchosauria  |
|  |                 |

|  | \| \| †Trilophosaurus \| \| \| \| \| \| †Rhynchosauria \| \| \| \| |
|  |                                                                    |
|  | Archosauriformes (crocodilos, aves, e seus relativos extintos)     |
|  |                                                                    |
|  | †Trilophosaurus                                                    |
|  |                                                                    |
|  | †Rhynchosauria                                                     |
|  |                                                                    |

|  | †Trilophosaurus |
|  |                 |
|  | †Rhynchosauria  |
|  |                 |

|  | \| \| †Trilophosaurus \| \| \| \| \| \| †Rhynchosauria \| \| \| \| |
|  |                                                                    |
|  | Archosauriformes (crocodilos, aves, e seus relativos extintos)     |
|  |                                                                    |
|  | †Trilophosaurus                                                    |
|  |                                                                    |
|  | †Rhynchosauria                                                     |
|  |                                                                    |

|  | †Trilophosaurus |
|  |                 |
|  | †Rhynchosauria  |
|  |                 |

|  | \| \| †Trilophosaurus \| \| \| \| \| \| †Rhynchosauria \| \| \| \| |
|  |                                                                    |
|  | Archosauriformes (crocodilos, aves, e seus relativos extintos)     |
|  |                                                                    |
|  | †Trilophosaurus                                                    |
|  |                                                                    |
|  | †Rhynchosauria                                                     |
|  |                                                                    |

|  | †Trilophosaurus |
|  |                 |
|  | †Rhynchosauria  |
|  |                 |

|  | \| \| †Trilophosaurus \| \| \| \| \| \| †Rhynchosauria \| \| \| \| |
|  |                                                                    |
|  | Archosauriformes (crocodilos, aves, e seus relativos extintos)     |
|  |                                                                    |
|  | †Trilophosaurus                                                    |
|  |                                                                    |
|  | †Rhynchosauria                                                     |
|  |                                                                    |

|  | †Trilophosaurus |
|  |                 |
|  | †Rhynchosauria  |
|  |                 |

|  | \| \| †Trilophosaurus \| \| \| \| \| \| †Rhynchosauria \| \| \| \| |
|  |                                                                    |
|  | Archosauriformes (crocodilos, aves, e seus relativos extintos)     |
|  |                                                                    |
|  | †Trilophosaurus                                                    |
|  |                                                                    |
|  | †Rhynchosauria                                                     |
|  |                                                                    |

|  | †Trilophosaurus |
|  |                 |
|  | †Rhynchosauria  |
|  |                 |